# Юнусова, Аида Муратовна
Аида Муратовна Юнусова (10 февраля 1948, Маргилан, Узбекская ССР, СССР — 21 января 2020, Ташкент, Узбекистан) — советская и узбекская театральная и киноактриса. Заслуженная артистка Узбекской ССР. Лауреат Премии Ленинского комсомола Узбекской ССР.

## Биография
Аида Муратовна Юнусова родилась 10 февраля 1948 года в Маргилане.
В 1970 окончила факультет театра драмы и кино Ташкентского государственного театрально-художественного института имени Островского.
Во время учёбы была приглашена на главную роль Матлюбы в фильме «Слепой дождь».
После окончания института, в 1970—1989 годах работала актрисой в студии-театре киноактёра при «Узбекфильме».
Умерла 21 января 2020 года в возрасте 71 года в Ташкенте, после продолжительной болезни.

## Фильмография
- 1970 — Слепой дождь — Матлюба
- 1971 — Драма любви — Махбуба
- 1972 — Этот славный парень
- 1972 — Навстречу тебе — Назира
- 1973 — Анор — жена Тураба
- 1973 — Караван — Холниса
- 1973 — Огненный берег — Анабиби
- 1973 — Побег из тьмы — Русун
- 1973 — Чинара — Юлдуз
- 1974 — Здесь проходит граница — Хасият
- 1974 — Ласточки прилетают весной — эпизод
- 1974 — Одиножды один — эпизод
- 1975 — Первые пассажиры — Айша
- 1975 — Преодолей себя — Жанна
- 1975 — Ты, песня моя — Дилором
- 1976 — Аты-баты, шли солдаты… — Юнесса
- 1976 — Мишка-артист — Аида Муратовна
- 1976 — Птицы наших надежд — эпизод
- 1977 — Великолепный мечтатель — Тамила
- 1977 — Поле Айсулу — Айсулу
- 1978 — Весенняя мелодия — мама Наргис
- 1978 — Подарю тебе город — родственница на свадьбе
- 1978-1984 — Огненные дороги — Ачахон
- 1979 — Берегись! Змеи! — Халима
- 1979 — Дуэль под чинарой — врач
- 1980 — Воздушные пешеходы — Манзара
- 1980 — Золотая осень — жена Мурата
- 1982 — Чужая пятёрка — мать Тейлока
- 2012 — Трава любви — мать Алишера
- 2014 — Ложь — мать Сардора

## Награды
- Заслуженная артистка Узбекской ССР
- Премия Ленинского комсомола Узбекской ССР